# 20 złotych 1980 Igrzyska XXII olimpiady
20 złotych 1980 Igrzyska XXII olimpiady – okolicznościowa moneta dwudziestozłotowa, wprowadzona do obiegu 22 października 1979 r. zarządzeniem z 16 października 1979 r., wycofana z dniem denominacji z 1 stycznia 1995 roku, rozporządzeniem prezesa Narodowego Banku Polskiego z dnia 18 listopada 1994 (Monitor Polski nr 61, poz. 541).
Monetę wybito z okazji letnich igrzysk olimpijskich w Moskwie w 1980 roku. Zaliczana jest do serii tematycznej Sport.

## Awers
W na tej stronie monety umieszczono godło – orła bez korony, po bokach rok „1980", pod łapą znak mennicy w Warszawie, poniżej napis „ZŁ 20 ZŁ”, dookoła napis „POLSKA RZECZPOSPOLITA LUDOWA”.

## Rewers
Na tej stronie monety znajduje się postać biegacza na bieżni, w tle koła olimpijskie, dookoła napis „IGRZYSKA XXII OLIMPIADY •”.

## Nakład
Monetę bito w Mennicy Państwowej, w miedzioniklu, na krążku o średnicy 29 mm, masie 10,15 grama, z rantem ząbkowanym, stemplem zwykłym, w nakładzie 2 011 700 sztuk, według projektów:
- Anny Jarnuszkiewicz (awers) oraz
- Ewy Olszewskiej-Borys (rewers).

Na początku lat 90. XX w. w ramach emisji zestawów rocznikowych monet PRL z lat 1979, 1980, 1981, 1982, 1986, 1987, 1988, 1989, 1990, w Mennicy Państwowej wybito ponownie tę monetę, tym razem stemplem lustrzanym, w nakładzie 5000 sztuk.

## Opis
Moneta należy do serii, rozpoczętej w 1976 roku, upamiętniającej letnie igrzyska sportowe.
Moneta jest jedną z siedmiu dwudziestozłotówek okolicznościowych bitych w latach 1974–1980.
Jej średnica, masa, metal oraz rant są identyczne z jakimi w latach 1973–1983 bito dwudziestozłotówki powszechnego obiegu.
W latach 70. XX w. monetę można było czasami spotkać w obrocie pieniężnym.
W pierwszej połowie XXI w. na rynku kolekcjonerskim moneta nosi czasami skrócone nazwy: „20 złotych Olimpiada” albo „20 złotych Olimpiada-biegacz”.

## Powiązane monety
Olimpiada w Moskwie została również upamiętniona na monetach:
- kolekcjonerskiej, w srebrze, o nominale 100 złotych, wybitej z tym samym wzorem rewersu w nakładzie 10 000 sztuk[8],
- próbnej kolekcjonerskiej, w srebrze, o nominale 100 złotych, z odmiennym rewersem, wybitej w nakładzie 4100 sztuk[9].

## Wersje próbne
Istnieje wersja tej monety należąca do serii próbnej w niklu z wypukłym napisem „PRÓBA”, wybita w nakładzie 500 sztuk oraz wersja próbna technologiczna, z wypukłym napisem „PRÓBA”, w miedzioniklu, w nakładzie 100 sztuk.
W serii monet próbnych niklowych i jako próbną technologiczną, wybito konkurencyjny projekt dwudziestozłotówki z rewersem, który został umieszczony na próbnej kolekcjonerskiej stuzłotówce wybitej z tej samej okazji.